# رابلر
رابلر (بالإنجليزية: Rappler) هو موقع إخباري على الإنترنت مقره الفلبين مع وجود مكتب له في جاكرتا عاصمة إندونيسيا. بدأ الموفع كصفحة في موقع الفيسبوك سميت موفيف في أغسطس عام 2011، وتطورت لاحقًا إلى رابلر دوت كوم في 1 يناير 2012. يقدم الموقع محتوى الأخبار النصي على شبكة الإنترنت، وكان من بين المواقع الإخبارية الأولى في الفلبين في استخدام الوسائط المتعددة على الإنترنت بما في ذلك الفيديو والصور والنصوص والصوت. كما يستخدم مواقع التواصل الاجتماعي لتوزيع الأخبار. اسم الموقع هو مزيج من كلمتي راب (rap) وريبلر (ripple).

## التاريخ
مع فكر الصحفيين المحترفين باستخدام وسائل الإعلام والتواصل الاجتماعي في حشد المصادر لتوزيع الأخبار، بدأ مشروع رابلر في عام 2011 من قبل ماريا ريسا الصحفية الفلبينية مع مجموعة من صديقاتها. بدأت العصف الذهني للمشروع في عام 2010 عندما قامت الرئيسة التنفيذية والمحرر التنفيذي ماريا بكتابة كتابها الثاني من بن لادن إلى الفيسبوك في سنغافورة.
من الشخصيات الرئيسية الأخرى المشاركة في تصورها كان رئيس مجلة نيوسبرياك السابق ومحرر إدارة قناة إيه بي إس - سي بي إن الاخبارية غليندا غلوريا والصحفي وأستاذ جامعة أتينيو دي مانيلا البروفسور تشاي هوفيلينا، والمنتج التنفيذي السابق لتلفزيون باترول ليليبيث فروندوسو، ورائدة الإنترنت الفلبينية نيكس نوليدو، والمدير التنفيذي السابق لهيئة الإذاعة الوطنية رايموند ميراندا.
بدأ المشروع لأول مرة كصفحة في موقع فيسبوك سمي موفيف التي تم إنشاؤها في أغسطس 2011.
بدأ موقع رابلر لأول مرة كموقع في النسخة التجريبية في 1 يناير 2012، في نفس اليوم الذي نشرت صحيفة فلبين ديلي أنكوايرر قصة رابلر والذي بدأ بقصة كيف أن رئيس محاكم الفلبين ريناتو كورونا قد منحته جامعة سانتو توماس درجة الدكتوراه بدون تقديم الأطروحة المطلوبة.
أصدر الموقع تطبيقه بنظام آي أو إس في 15 فبراير 2013، ثم أصدر التطبيق بنظام الأندرويد في 20 مايو 2013، واكتمل التطبيق بكامل الإصدارات وبكامل طاقته الوظيفية في أغسطس 2013.

## النزاع حول ملكية رابلر
في يناير 2018 كتب ريجوبرتو تيجلاو من صحيفة مانيلا تايمز مجموعة مقالات تنتقد ملكية رابلر وتدعو الحكومة للتحقيق فيما إذا كانت الملكية قانونية صحيحة أم لأ.
في 11 يناير 2018 قامت لجنة الأوراق المالية والبورصات في الفلبين (SEC) بإلغاء شهادة التأسيس من شركة رابلر على نشاط رابلر في مؤسسة إيصالات الإيداع الفلبينية (PDRs). وقالت إن أحكام إيصالات الإيداع الفلبينية الصادرة بملكية شبكة أميديار أعطت شركة الاستثمار الأمريكية سيطرة على شركات مؤسسة إيصالات الإيداع الفلبينية الأخرى التابعة لـ «وسائل الإعلام» المحلية، فضلاً عن سياساتها المؤسسية والتي تقول لجنة البورصة إنها انتهاك لأحكام الدستور المتعلقة بالملكية الأجنبية والتحكم. ادعت رابلر أنها مملوكة بنسبة 100٪ من أشخاص ومؤسسات فلبينية وأن أميديار لا تستثمر إلا في شركة الإعلام. على الرغم من إلغاء الشهادة ذكرت هيئة الأوراق المالية والبورصات أن رابلر ما زال بإمكانها العمل لأن قراره غير نهائي، مشيرة إلى أن الشركة الإعلامية لا تزال قادرة على الطعن في القرار أمام محكمة الاستئناف خلال 15 يومًا. صرح قصر مالاكانانغ أن محرري رابلر بإمكانهم الاستمرار في النشر على موقعهم كمدونين.
ذكرت رابلر أن إلغاء شهادة رابلر كان هجومًا على حرية الصحافة، وقال الاتحاد الوطني للصحفيين في الفلبين ورابطة المراسلين الأجانب في الفلبين ومعهد الصحافة الفلبيني أن قرار لجنة الأوراق المالية والبورصات في الفلبين هو جزء من نمط تقييد الانتقادات. أصدرت الحكومة الفلبينية بيانًا ينفي فيه هذا الادعاء، مشيرا إلى أن الرئيس رودريغو دوتيرتي كان بإمكانه استخدام القوات المسلحة لتنفيذ قرار إغلاق رابلر كما فعلت حكومات أجنبية مختلفة، لكنه لم يلجأ إلى مثل هذه التحركات.
في 28 فبراير تنازلت شبكة أميديار عن برنامج رابلر للمحررين والمديرين التنفيذيين في رابلر.

## حالة متر

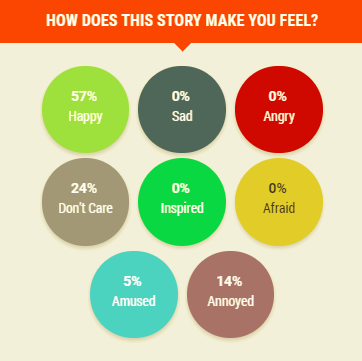
نظام حالة متر وفيه يعرض ملاحظات قارئي المقال

حالة متر أو مزاج متر. واحدة من السمات المميزة لموقع رابلر هو «حالة متر» حيث تتكون من فقاعات تبين الطريقة التي يتفاعل فيها الناس مع بعض الأخبار. يتم تضمين حالة متر في كل قصة أو خبر منشور، ويطلب من المستخدمين السؤال التالي: كيف شعورك مع هذه القصة؟ وتعطى 8 مشاعر مختلفة للاختيار من بينها: سعيد، حزين، غاضب، خائف، إزعاج، مستوحاة، مسلية، لا يهمني. تظهر التعليقات العشرة الأوائل بأكبر عدد من الأصوات بجانب الخبر الصحفي على مدى 48 ساعة.
فاز موقع رابلر تحت فئة حالة متر بالميدالية البرونزية لتجربة العلامة التجارية في جوائز بوميرانغ 2012 برعاية جمعية التسويق وسائل الإعلام عبر الإنترنت في الفلبين (إماب).

## النشاط
واصلت صفحة موفيف في موقع فيسبوك العمل كذراع مشاركة للمواطنين من موقع رابلر، والذي يدفع إلى حلول حقيقية لقضايا التنمية من خلال استخدام وسائل الإعلام. تشمل بعض نشاطات صفحة موفيف دعم التعليم والحوكمة وتغير المناخ والجنس والصحة والحد من مخاطر الكوارث وإدارتها.
ينظم موقع رابلر القمة السنوية الاجتماعية الجيدة في مانيلا، وهي جزء من مبادرة مقرها نيويورك تنظمها عالميًا منظمة بلوس سوسيال غود وماشابل وبرنامج الأمم المتحدة الإنمائي ومؤسسة بيل ومليندا غيتس.
في قمة مانيلا الاجتماعية الجيدة لعام 2013، أطلق رابلر مشروع أغوس، وهو برنامج يحاول زيادة مشاركة الحكومة والمجتمع المحلي في مكافحة تغير المناخ والكوارث.